# Elek Gábor
Elek Gábor (Budapest, 1970. november 5. –) kétszeres KEK-győztes, magyar bajnok kézilabdaedző, volt kézilabdázó, 2008 és 2023 között a Ferencvárosi TC csapatának vezetőedzője. 2023 nyara óta a MOL Esztergom csapatát irányítja.

## Családi háttere
Kézilabdázó családban született. Édesanyja, Elekné Rothermel Anna, világbajnok kapus, az FTC négyszeres bajnoka, BEK-döntős. 94-szeres válogatott, kétszeres világválogatott. 1966-tól 1977-ig védett a Ferencvárosban. Édesapja, Elek Gyula, a női kézilabdázók első aranykorának legendás edzője, aki csapatával négyszer lett bajnok, négyszer MNK-győztes, egyszer KEK-győztes a Ferencváros színeiben, továbbá egy-egy BEK- és KEK-döntőig is vezette csapatát.

## Pályafutása

### Játékosként
Elek Gábor végigjárta a ranglétrát az FTC-ben. 1980-ban kezdett kézilabdázni. 1990-ben ifjúsági bajnok lett az FTC fiúcsapata, melynek alaptagja volt. Ekkor néhány mérkőzés erejéig a felnőttek között is bemutatkozott. Ugyanebben az évben egy darabig úgy tűnt, hogy a férfi kézilabdázás megszűnik a Ferencvárosban, és a bajnok fiatalok igencsak kapósak voltak az NB I-es csapatok körében, így Elek Gábor is a Dabashoz igazolt.

### Edzői karrierje
Már a kézilabdás pályafutása alatt az edzői pályára készült. 2003-2007 között Csömörön ért el szép sikereket a női csapattal, akiket az első évben a kieséstől menekített meg, majd 2007-ben az NB I/B-t megnyerték. 2007-ben a Fradi megkereste őt az ifjúsági női csapat edzői posztjára. Remek gárda formálódott a kezében, és 100%-osan nyerték meg az NB II-es bajnokságot. A 2008-as esztendőben Zsiga Gyulától vette át a felnőtt női csapat irányítását, mellyel rögtön ezüstérmet értek el a bajnokságban. 2010-ben 5. helyen zárt a Fradi, majd a szakosztály anyagi gondjainak rendeződésével a Ferencváros kézilabdacsapata a nemzetközi porondon is megmérette magát. A 2010-11-es idényben első alkalommal hódították el a KEK győzelmet. A csapat ellenfelei a Banovsky Gabor, a Viborg, a Toulon, a Metz és a döntőben a spanyol Alicante voltak.
A 2011-12-es idényben megismételték az előző évi sikert, és újból KEK győzelmet szereztek a Korneuburg, a Westfriesland, a Rosztov-Don, A Zvezda Zvenyigorod, a Dinamo Volgográd és a döntőben a dán Viborg legyőzésével.
2013-ban a BL-ből történő kiesést követően Elek Gábor már Podgoricában benyújtotta a lemondását, melyet a szakosztály vezetősége nem fogadott el. A 2012-13-as idényben a Ferencváros bejutott a legjobb nyolc csapat közé a Bajnokok Ligájában. A 2014-15-ös idény kezdetén vitatható kimenetelű mérkőzésen nem sikerült a BL főtáblára feljutni a német Lipcse ellen. Az év második felében (2015 tavaszi idény) öt mérkőzésen háromszor is sikerült legyőzni az előző évi BL bajnok Győrt, így lett Magyar Kupa-döntős és magyar bajnok a Ferencváros.

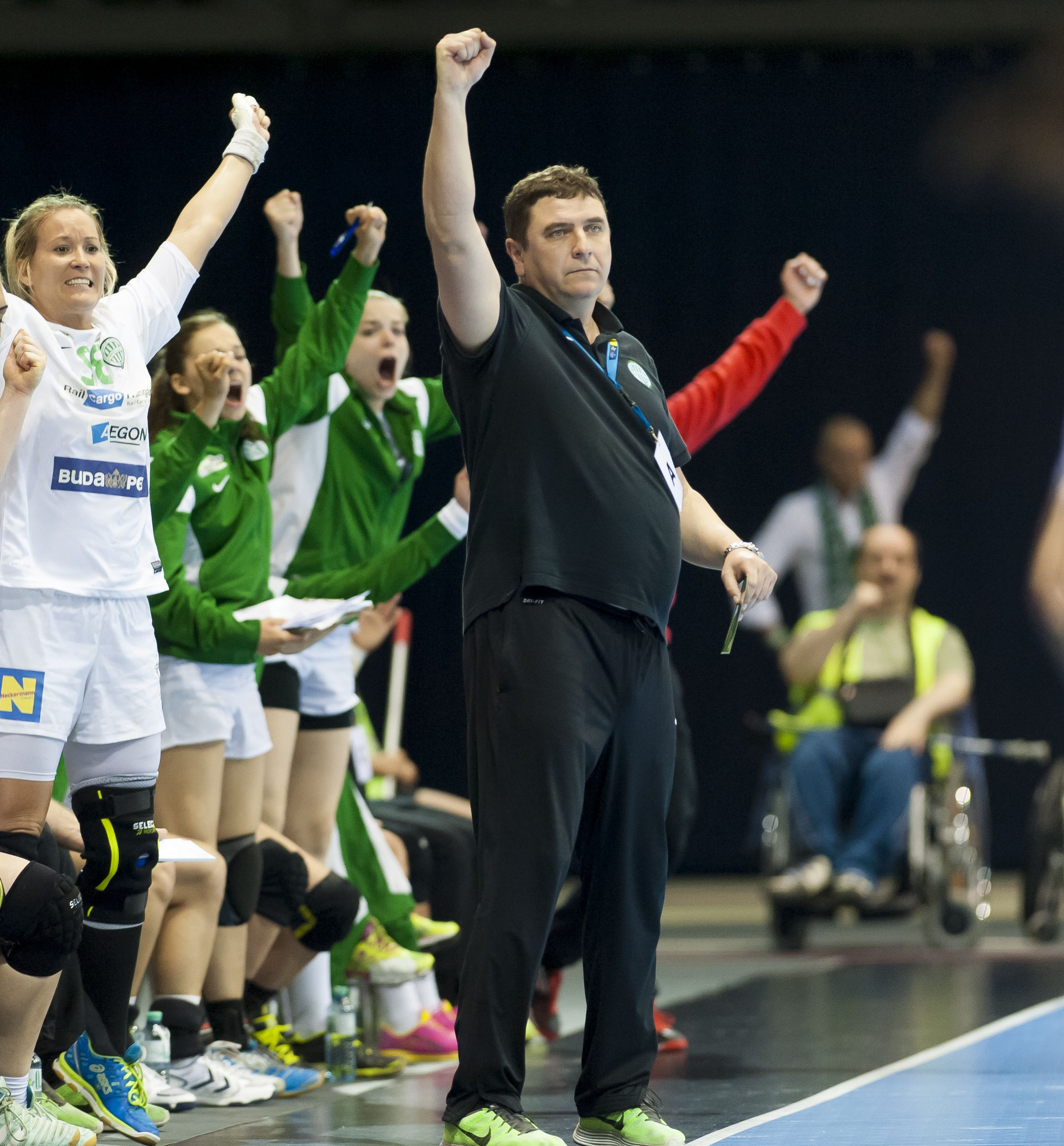
Elek Gábor 2015-ös Magyar Bajnok, a győri mérkőzésen

2016-ban ideiglenesen a női válogatott szövetségi kapitánya volt, Ambros Martínnal irányítva a nemzeti válogatottat.
2020 januárjában, miután menesztették Kim Rasmussent, újra átvette a válogatott irányítását, ezúttal Danyi Gáborral. 2021 január 11-től megszűnt a megosztott kapitányi poszt. Elek a továbbiakban egyedül látta el a kapitányi feladatokat. A tokiói olimpián 7. helyen végzett a csapattal, majd 2021. augusztus 31-én Golovin Vlagyimirt nevezték ki utódjának a kapitányi posztra.
A 2020-2021-es szezonban bajnoki címet szerzett a Ferencvárossal.
A 2021-2022-es és az azt követő 2022-2023-as idényben egyaránt magyar Kupát nyert a zöld-fehérekkel, akiket utóbbi szezonban bejuttatott a Bajnokok Ligája négyes döntőjébe, ahol ezüstérmet szerzett. A döntőben a norvég Vipers Kristiansandtól kapott ki az FTC 28–24-re.
A szezon végén 15 év után felállt a Ferencváros vezetőedzői posztjáról, és a harmadosztályban szereplő Esztergomi Vitézek RAFC női csapatának szakmai igazgatója lett, melyet a másod-majd az első osztályba juttatott fel 2 szezon alatt. A 2024-25-ös szezon végeztével a csapat az élvonal 3. helyén végzett, majd a 2025-26-os szezonban először elindulhattak az Európa-ligában.

### Edzői stílusa
Elek Gábor a klasszikus magyar kézilabda iskola képviselője.

## Egyéb
Dabas díszpolgárává avatta az ottani kézilabda játékosként eltöltött évei, valamint az ott rendezett KEK döntő miatt.

### Magánélete
Civilben vegyésztechnikusi végzettségű. A Szászhalombattai Kőolajfinomítóban dolgozott 5 évet, miközben Csurgón edzősködött és a dabasi férfi csapatban aktívan kézilabdázott. Jelenleg – a családi hagyományt folytatva – Pátyon él.
Az első házasságából két fia (Mátyás és Ábel) született, akiket a válásukat követően ő nevel. Második házassága Gyetván Krisztinával volt, aki a Csömörnél és az Érd együttesénél kézilabdázott, majd az FTC utánpótláscsapatánál volt edző.
Felesége Szucsánszki Zita, az Esztergom csapatának átlövő-irányítója, illetve erőnléti edzője. 2019 júniusában született meg közös gyermekük, Levente.

## Sikerei
- Magyar bajnok (2015, 2021)
- Bajnoki ezüstérmes (2012, 2013, 2014, 2016)
- Bajnoki bronzérmes (2011)
- Magyar kupa győztes (2016-17, 2022, 2023)
- Magyar kupa-ezüstérmes (2015, 2019)
- Bajnokok Ligája döntős: 2023
- KEK győztes (2011, 2012)
- Albert Flórián-életműdíj (2017)[22]